# Rhytipterna holerythra
Рыжий траурный тиранн (лат. Rhytipterna holerythra) — вид птиц из семейства тиранновых. Выделяют два подвида (номинативный и rosenbergi).

## Распространение
Обитают во всех странах Центральной Америки от Мексики до Панамы (не наблюдались только в Сальвадоре), а также на севере Южной Америки — в Колумбии и Эквадоре.

## Описание
Птица среднего размера, в целом красновато-коричневая, с несколько более темной рыжеватой короной и более темно-коричневыми крыльями, окаймленными рыжевато-коричневой окантовкой. Радужная оболочка коричневая; клюв, имеющий загнутый кончик, чёрный на кончике с более светлым основанием. Представители этого вида в среднем 20-22 см в длину, а хвост составляет примерно три четверти длины крыла.
Легко спутать с Lipaugus unirufus и Laniocera rufescens. Лучше всего они различаются по вокализации.

## Биология
Питаются в основном насекомыми (в том числе крупными), а также ягодами и семенами.